# Yaginumaella silvatica
Yaginumaella silvatica är en spindelart som beskrevs av Zabka 1981. Yaginumaella silvatica ingår i släktet Yaginumaella och familjen hoppspindlar. Inga underarter finns listade i Catalogue of Life.